# Johann Peter Kirsch
Johann Peter Kirsch (3. listopadu 1861 Dippach, Lucembursko – 4. února 1941 Řím) byl církevní historik a křesťanský archeolog.

## Život
Kirsch byl v letech 1888–1890 vedoucím Historického ústavu Görres-Gesellschaft v Římě. V letech 1890–1932 působil jako profesor patrologie a křesťanské archeologie na univerzitě ve Fribourgu (Švýcarsko). Od roku 1925 byl vedoucím Papežského institutu Archeologia Cristiana (italsky Pontificio Istituto di Archeologia Cristiana).

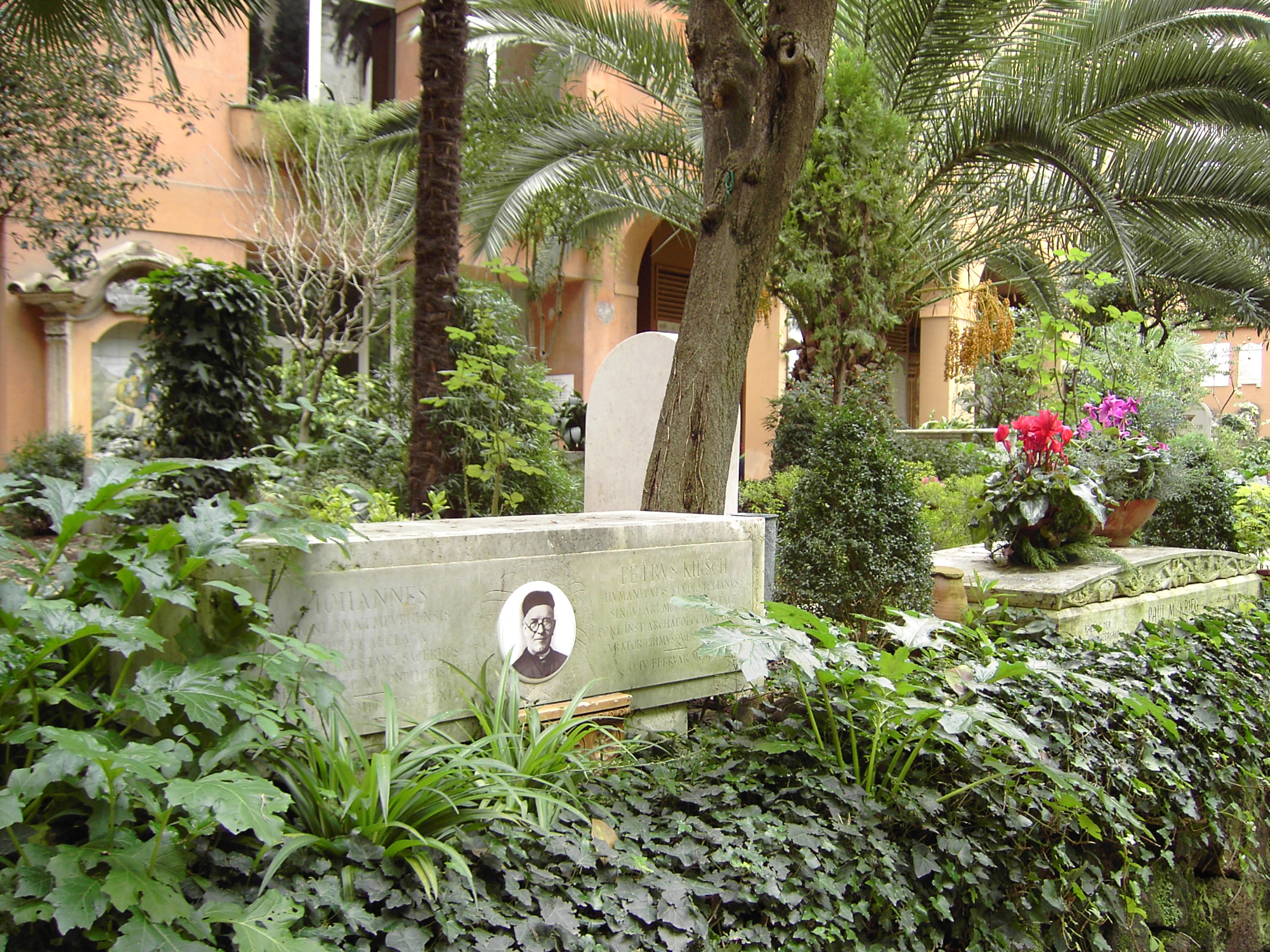
Hrob Johanna Petera Kirsche na Campo Santo Teutonico v Římě

## Dílo
- Die Finanzverwaltung des Kardinalkollegiums im XIII. und XIV. Jahrhundert (= Kirchengeschichtliche Studien. Bd. 2, 4, ZDB-ID 513348-8). Schöningh, Münster 1895. (německy)
- Die römischen Titelkirchen im Altertum (= Studien zur Geschichte und Kultur des Altertums. Bd. 9, 1/2, ZDB-ID 510174-8). Schöningh, Paderborn 1918. (německy)
- Der stadtrömische christliche Festkalender im Altertum. Textkritische Untersuchungen zu den römischen „Depositiones“ und dem Martyrologium Hieronymianum (= Liturgiegeschichtliche Quellen. Bd. 7/8, ZDB-ID 517932-4[nedostupný zdroj]). Aschendorff, Münster 1924. (německy)
- Die Stationskirchen des Missale Romanum. Mit einer Untersuchung über Ursprung und Entwicklung der Liturgischen Stationsfeier (= Ecclesia orans. Bd. 19, ZDB-ID 569840-6). Herder & Co., Freiburg (Breisgau) 1926. (německy)